# Du sang pour Dracula
Pour plus de détails, voir Fiche technique et Distribution.
Du sang pour Dracula (Blood for Dracula) est un film film italo-franco-américain réalisé par Paul Morrissey avec la collaboration d'Antonio Margheriti sorti en 1974. 
Le film a été en compétition lors du Festival international du film fantastique d'Avoriaz 1975.

## Synopsis
Le dernier descendant des Dracula, qui ne peut se nourrir que du sang de jeunes femmes vierges, est gravement malade car il ne trouve plus de quoi s'alimenter : du fait de la libéralisation des mœurs, les filles non déflorées se font rares. Avec son serviteur, il se rend en Italie où il espère trouver de quoi se sustenter. Un marquis italien désargenté est prêt à lui offrir l'une de ses filles en mariage pour renflouer la fortune de la famille. Mais le vampire ignore que le jardinier communiste du château est en train de séduire toutes les jeunes filles du voisinage, plus vite que lui-même ne peut boire leur sang.

## Fiche technique
- Titre français : Du sang pour Dracula
- Titre italien : Dracula cerca sangue di vergine e morì di sete
- Titre original anglais : Blood for Dracula ou Andy Wharol's Dracula
- Réalisation : Paul Morrissey, avec la collaboration d'Antonio Margheriti
- Scénario : Paul Morrissey et Pat Hackett
- Musique : Claudio Gizzi
- Photographie : Luigi Kuveiller
- Décors : Enrico Job
- Effets spéciaux : Carlo Rambaldi
- Production : Carlo Ponti, Andrew Braunsberg, Andy Warhol, Jean-Pierre Rassam et Jean Yanne[1]
- Sociétés de production : Compagnia Cinematografica Champion, Yanne et Rassam, Andy Warhol Presentation
- Pays de production :  Italie -  France -  États-Unis
- Langue originale : anglais
- Format : couleur par Eastmancolor - 1,85:1 - Son mono - 35 mm
- Genre : horreur
- Durée : 103 minutes
- Date de sortie :
  - Allemagne de l'Ouest : 1er mars 1974
  - États-Unis : 6 novembre 1974
  - France : 22 janvier 1975
  - Italie : 14 août 1975

## Distribution
- Joe Dallesandro (VF : Jacques Frantz) : Mario Balato, le jardinier
- Udo Kier (VF : Jacques Bernard) : Comte Dracula
- Arno Juerging : Anton Ginik, le domestique du Comte
- Vittorio De Sica : Le Marquis Di Fiore
- Maxime McKendry : La Marquise Di Fiore
- Milena Vukotic : Esmeralda, la fille aînée du Marquis
- Dominique Darel : Saphiria, la première "fille à marier" du Marquis
- Stefania Casini : Rubinia, la seconde "fille à marier" du Marquis
- Silvia Dionisio : Perla, la fille cadette du Marquis
- Roman Polanski : Joueur de cartes dans la Taverne (non crédité au générique)